# Холлингштедт (Трене)
Холлингштедт (нем. Hollingstedt) — община в Германии, в земле Шлезвиг-Гольштейн.
Входит в состав района Шлезвиг-Фленсбург. Подчиняется управлению Зильберштедт. Население составляет 1019 человек (на 31 декабря 2010 года). Занимает площадь 17,51 км².